# Bielefeld
Bielefeld este un oraș în landul Renania de Nord-Westfalia, Germania.

## Personalități născute aici
- Paul Zaunert (1879 - 1959), cercetător, folclorist;
- Friedrich Wilhelm Murnau (1888 - 1931), regizor;
- Thomas Borgmeier (1892 - 1975), preot, entomolog;
- Horst Wessel (1907 - 1930), ofițer nazist;
- Hermann Paul Müller (1909 - 1975), pilot de automobilism;
- Irmgard Möller (n. 1947), teroristă;
- Rolf Kanies⁠(d) (n. 1957), actor;
- Olaf Hampel (n. 1965), bober;
- Susanne Wolff (n. 1973), actriță.